# The Undead
The Undead (A Morta Viva (título em Portugal) ou Os Reencarnados (título no Brasil)) é um filme de terror estadunidense de 1957, em preto e branco, feito independentemente, dirigido por Roger Corman.

## Sinpose
A prostituta Diana Love aceita acompanhar um cientista ao seu consultório e ser submetida à uma hipnose regressiva, mediante certa quanita em dinheiro. A experiência remete ela à Idade Média quando se chamava Helen. Por ser acusada de bruxaria, estava condenada à morte e seria decapitada pela manhã. A voz de Diana Love em seu cérebro ajuda a jovem a fugir e alterar toda a engrenagem do futuro. Agora o cientista também terá de regressar ao passado e impedir que Helen escape do carrasco, enfrentando bruxas reais e o próprio Satã, evocado durante o Sabá, por seus adoradores.

## Elenco
- Pemela Duncan - Diana Love/helence
- Richard Garland - Pendragon
- Allison Hayes - Livia
- Val Dufour - Quintus Ratchiff
- Mel Welles - Smolkin
- Dorothy Neumann - Meg-Maud
- Billy Barty - The Imp
- Bruno VeSota - Scroop
- Arson Sexon - Gobbo
- Ricahrd Devon - Satan
- Dick Miller - The Leper